# تغير صوتي
التغير الصوتي تغير يطرأ على نظام وحدات اللغة تتبدل معه حالة الحرف أو الصفة.